# Juli Sánchez
Juli Sánchez Soto (Andorra la Vieja, 20 de junio de 1978) es un futbolista andorrano. Juega de delantero y su equipo actual es el Inter Club d'Escaldes de la Primera División de Andorra.

## Trayectoria
Debutó con 17 años en el Fútbol Club Andorra en 2B. Fichó por el Medeira y estuvo una temporada.
Debutó en la temporada 1996/1997 en el FC Andorra. Allí se mantuvo seis temporadas, hasta la 2002/03,
Jugó en Gerona media temporada en la cual fichó por el CF Balaguer. En la temporada 2005/06 fichó por el CD Binéfar. Allí estuvo una temporada, y a la siguiente, la 2006/07, volvió al FC Andorra. Por último, en la temporada 2008/09, fichó por el FC Santa Coloma.
Actualmente es jugador del Inter Club d'Escaldes, en el que coincide con otro histórico del fútbol andorrano: Ildefons Lima. Ambos además son los impulsores del proyecto benñefico Gol Solidari, orientado a la subasta de material deportivo para colaborar económicamente con diversas causas.

## Selección nacional
Ha sido internacional con la selección de fútbol de Andorra 73 veces y ha marcado un gol. Fue el último sobreviviente del primer partido internacional de Andorra, disputado contra Estonia en 1996. Su retiro de la selección nacional fue contra la campeona del mundo vigente, Francia, el 11 de junio de 2019, en un partido válido por las clasificatorias para la Eurocopa de 2020.

## Clubes
| Club                  | País    | Año       |
| --------------------- | ------- | --------- |
| FC Andorra            | Andorra | 1996-2002 |
| CF Balaguer           | España  | 2002-2005 |
| CD Binéfar            | España  | 2005-2006 |
| FC Andorra            | Andorra | 2006-2008 |
| FC Santa Coloma       | Andorra | 2008-2012 |
| FC Lusitanos          | Andorra | 2012-2013 |
| FC Andorra            | Andorra | 2013-2016 |
| UE Santa Coloma       | Andorra | 2016-2017 |
| FC Santa Coloma       | Andorra | 2017-2019 |
| Inter Club d'Escaldes | Andorra | 2019-     |

## Palmarés

### Campeonatos nacionales
| Título                      | Club            | País    | Año       |
| --------------------------- | --------------- | ------- | --------- |
| Copa Constitució            | FC Santa Coloma | Andorra | 2008-2009 |
| Primera División de Andorra | FC Santa Coloma | Andorra | 2009-2010 |
| Primera División de Andorra | FC Santa Coloma | Andorra | 2010-2011 |